# Paredes (Parada)
Paredes é uma aldeia da atual União das Freguesias de Parada e Faílde, no Município de Bragança e no Distrito de Bragança.

## Período das minas de Paredes
Diz-se que a população era talvez mais em Paredes nessa época do que em Bragança no apogeu da exploração das minas de Paredes
E diga-se que em Paredes era então uma aldeia com grande actividade comercial. A população era tanta que havia vinte e cinco tascas e quatro talhos, não esquecendo as barracas de madeira, da aldeia até a mina, que se fizeram para alojar as vintenas de pessoas que as ocupavam.
Havia ainda uma feira todos os Domingos, no alto, próximo da mina, onde se fazia a comercialização de vários artigos, tais como: vestuário e sapatos. Era também nesse alto, durante o inverno que faziam a festa de Santa Bárbara - padroeira dos mineiros.
Tudo indica que as Minas de Paredes já eram exploradas no tempo dos romanos e que Paredes era um povoado mineiro (qualificado de Muradelhas de Paredes).
A que salientar ainda que antigamente a parte norte da aldeia era denominada de « Cariçal » enquanto a parte sul « A Barrosa ».

## Paredes hoje
Em Paredes destacam-se a igreja (remodelada em 2001 e a qual foi acrescentada um anexo), as minas de volfrâmio e de estanho (agora desactivadas; ainda se consegue encontrar algumas pedras de volfrâmio passeando pelo campo), bem como a fonte de São Lourenço e a capela.

O padroeiro de Paredes é São Lourenço, a festa da aldeia sendo no dia 10 de Agosto (dia de São Lourenço). 

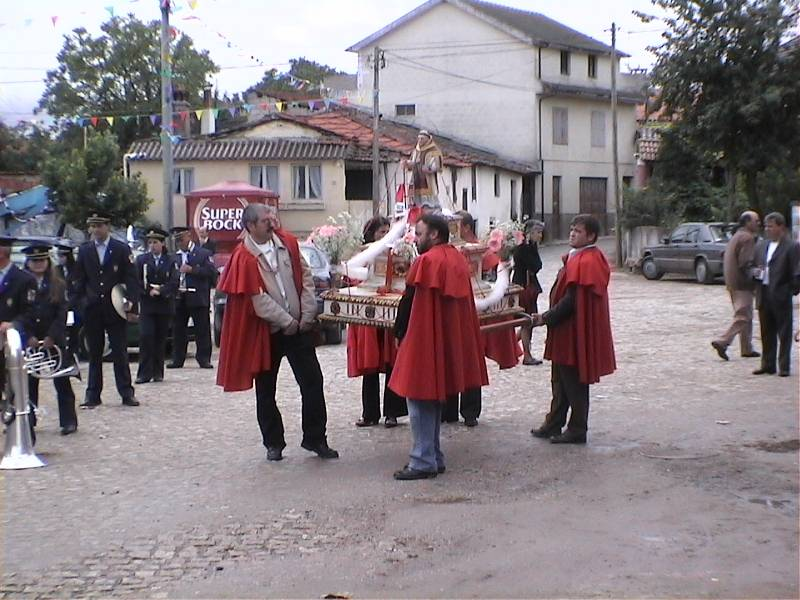
Procissão do dia 10 de Agosto (andor do São Lourenço)

Nesse dia, costuma-se, depois da missa da festa, fazer uma procissão com todos os santos por toda a aldeia, seguida duma banda de música (sendo o andor do São Lourenço sempre o último). Nos dias anteriores, do 1º até ao 9 de Agosto, prosseguem as novenas (habitualmente iniciadas as 21h00), sendo que, no último dia das novenas, ou seja, dia 9, faz-se uma procissão a luz das velas, só com o São Lourenço até a fonte de São Lourenço, no qual é produzido um sermão pelo pregador.
Paredes está situada a 19 quilómetros a sul de Bragança, começando no marco quilométrico 18 da   N 217  (estrada nacional 217) e terminando no marco quilométrico 20 dessa mesma estrada (esta última estrada, é chamada a estrada do Penacal). Também se pode ir para Bragança por o caminho agrículo que liga a Valverde, Mós e depois seguindo pela   M 15  até Bragança. A aldeia pouco ou nada beneficiou com a conclusão do   IP 4  pois esse itinerário não dispunha de nó de acesso a Paredes, no entanto com a   A 4  a aldeia poderá tirar algum proveito, porque o caminho agrículo entre Paredes e Mós está a ser alargado visto dar acesso ao nó nº41 dessa mesma autoestrada.
Antigamente, numa zona rural pertencendo ao lugar chamado "Pontões", era cultivado o lúpulo que era exportado para Alemanha para a produção da cerveja. A castanha de Paredes e da freguesia têm ainda muito relevo no mercado.

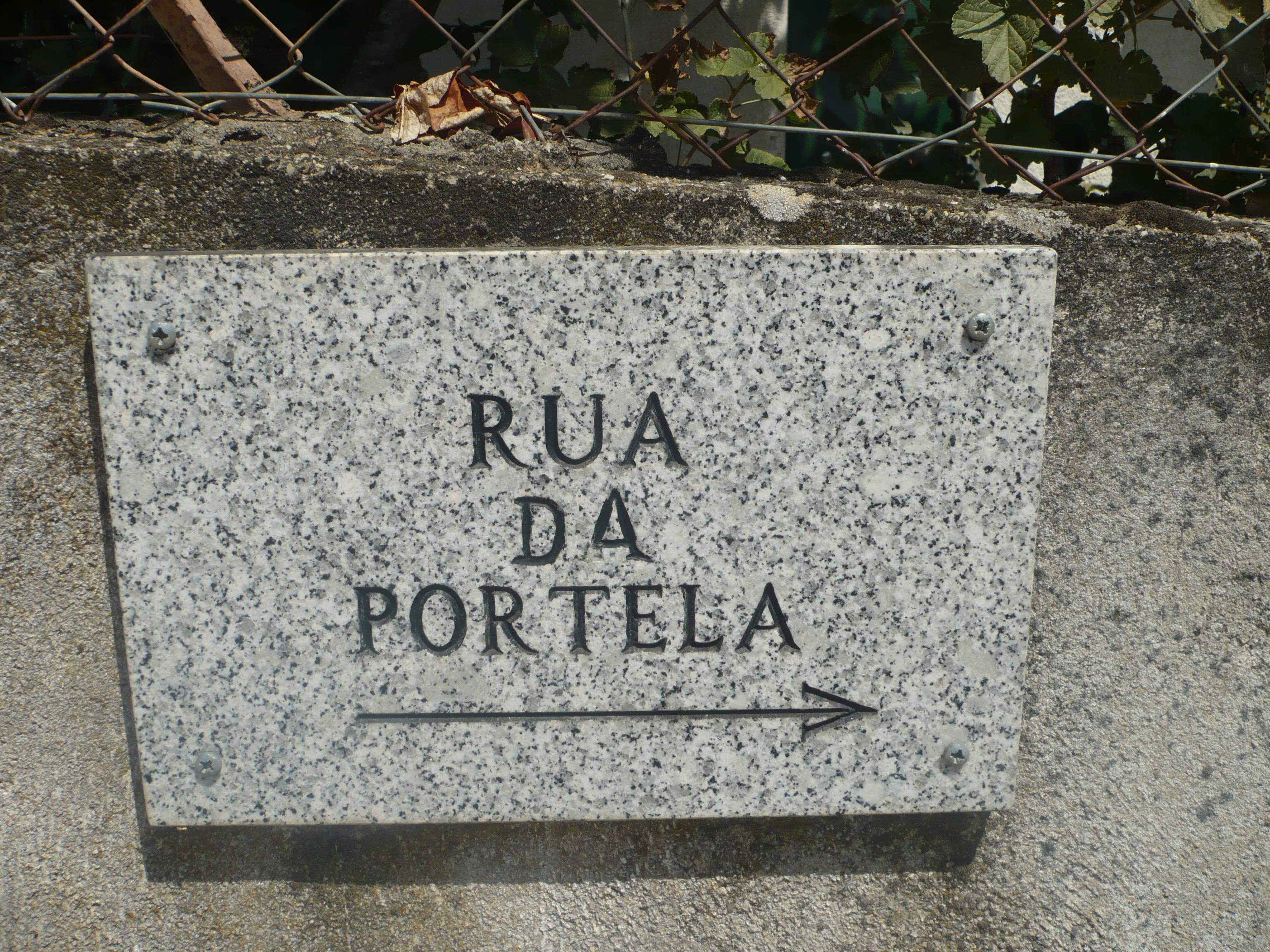
Placa de granito de uma da ruas de Paredes (Rua da Portela)

O sítio "Rota Terra Fria" indica que existe um castelinho em Paredes.
Desde há poucos anos que todas as ruas da aldeia são de paralelos, excepto a Rua Principal que faz referência a   N 217 . Além disso, cada rua possui agora no seu começo e na sua extremidade o nome da própria e cada porta o número correspondente.
O código postal da aldeia de Paredes é 5300-722.

## Personalidades
- Guilhermino de Jesus GONÇALVES

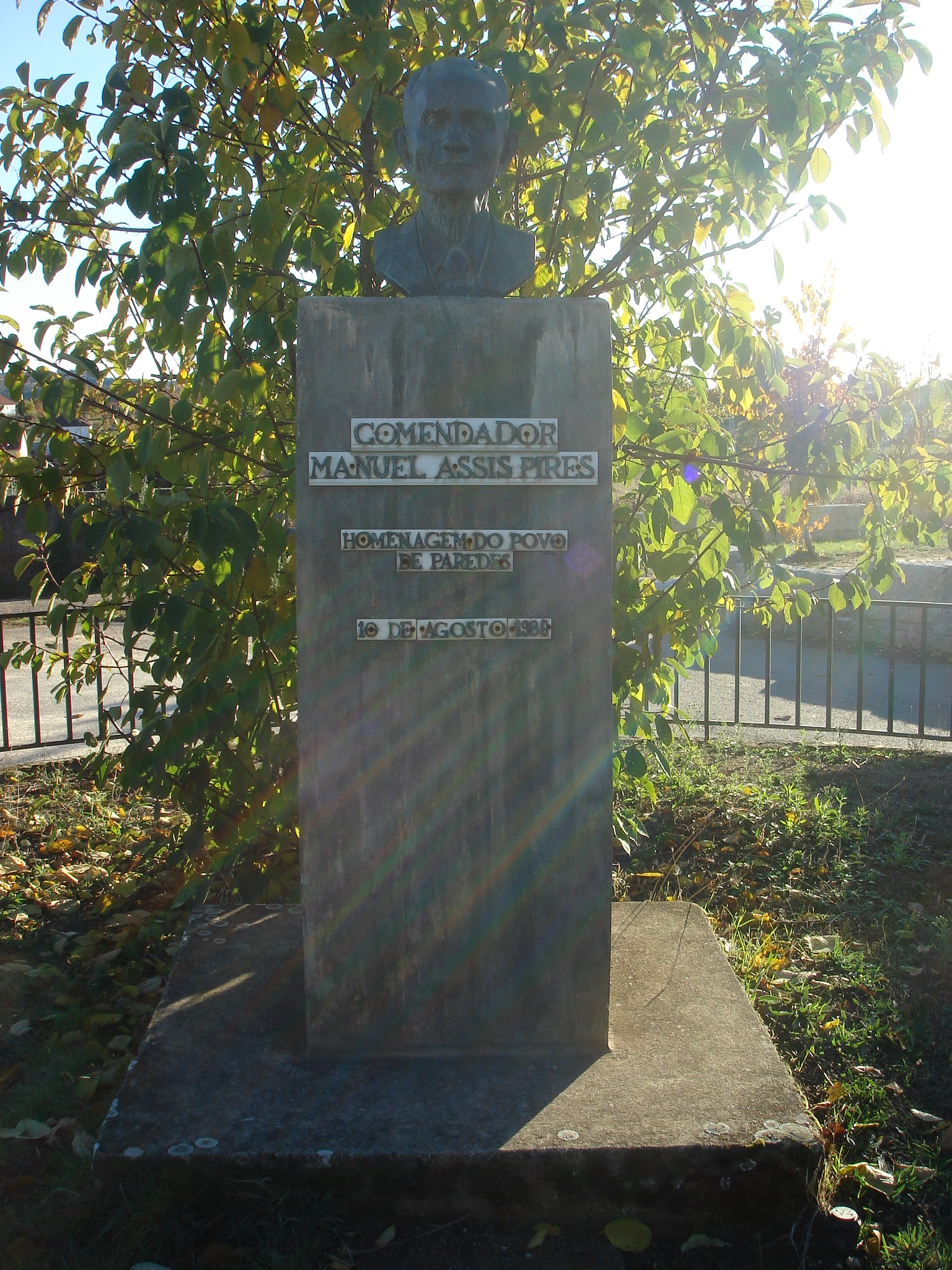
Busto do Comendador Manuel de Assis Pires

Foi um soldado morto em combate durante a guerra do Ultramar. Esteve destacado em Moçambique e morreu em combate dia 21 de Junho de 1973. Era 1°Cabo e pertenceu a unidade RAP2, sendo a unidade operacional 1a/BArt6221/72.
- Manuel de Assis PIRES

Muito jovem deixou a sua terra natal a procura de melhor condições de vida e por isso radicou-se no Brasil. Começou a fazer pequenos trabalhos até ao dia em que entrou numa fábrica de bolachas, da qual os patrões eram alemãs. Mais tarde, estes mesmo patrões resolveram deixar o Brasil deixando entregue o destino da fábrica a Manuel de Assis PIRES.
Passou então a ser conhecido e chamado o Sr Comendador Manuel de Assis PIRES. Acumulando fortuna e apesar de estar longe, nunca esqueceu a sua terra Paredes, por isso deu muitas ajudas a aldeia. Assim, Paredes foi das primeiras aldeias do concelho a ter iluminação pública (diz-se que já a tem há  mais de 30 anos) a ter saneamento básico (este infraestrutura há muitos anos também). A igreja já foi arranjada por 2 vezes, financiada apenas com fundos do Sr Comendador.
Faleceu em 2004, mas deixou marcas em Paredes para sempre: perto da Capela de Paredes existe um
busto do Sr Comendador e uma rua da aldeia tem também o seu nome.

## Clima

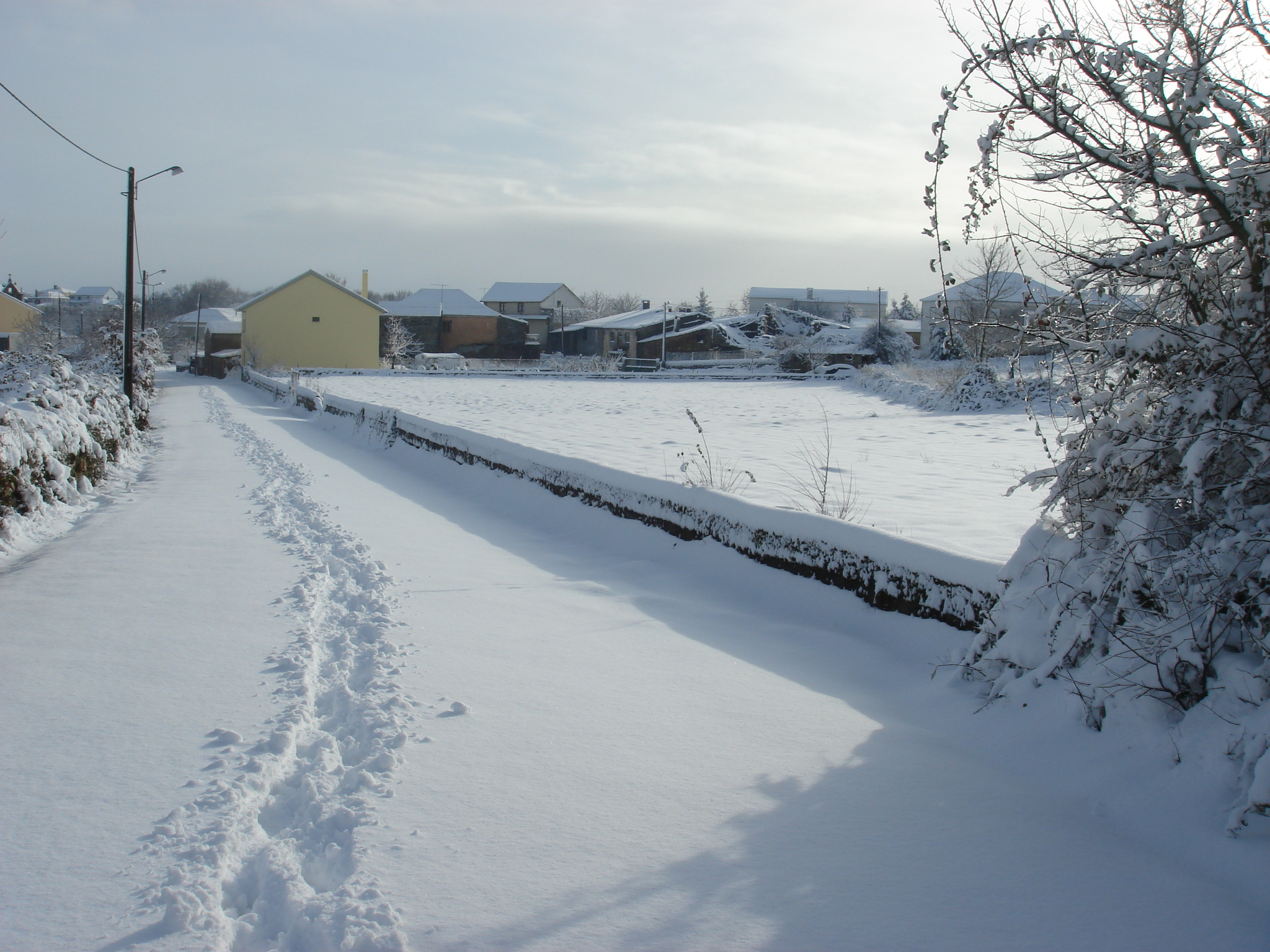
Rua da Portela depois do nevão da noite de dia 22 para 23 de Dezembro de 2009

O clima da aldeia é de tipo continental, ou seja, muito quente e seco no verão e muito frio no inverno. Não é raro que no verão haja dias que faça mais de 40 °C, como também haja alguns ou até muitos dias de temperaturas negativas no inverno, havendo assim, geadas, gelo e queda de neve que pode por vezes ser acentuada. Desde o início do século que se torna a verificar neve e nevões intensos na aldeia acompanhados do respetivo frio, perto de -13 °C como se verificou no inverno de 2001/2002 ou até acentuada queda de neve como aconteceu em Dezembro de 2009 na aldeia.
Antigamente na aldeia, contam os antigos que o inverno durava 3 meses e que muitas vezes tinha que se escavar túneis para poder sair de casa...
Não é por acaso que a região de Bragança é denominada de "Terra Fria" em oposição a "Terra Quente" de Mirandela ou Macedo de Cavaleiros.

## Empresas sediadas em Paredes
- Heitor & Filhos Lda - transporte de carga
- Marcolinos - Soc. Industrial de Estanhos, Lda

## Termo de Paredes
- Cavalhão
- Pica Porco
- Pontões
- Salgueiro
- Souto do Monte
- Souto de Valverde
- Mulher Morta

## Património
- Capela de Paredes
- Fonte de São Lourenço
- Igreja de Paredes
- Minas de Paredes

## Imagens de Paredes

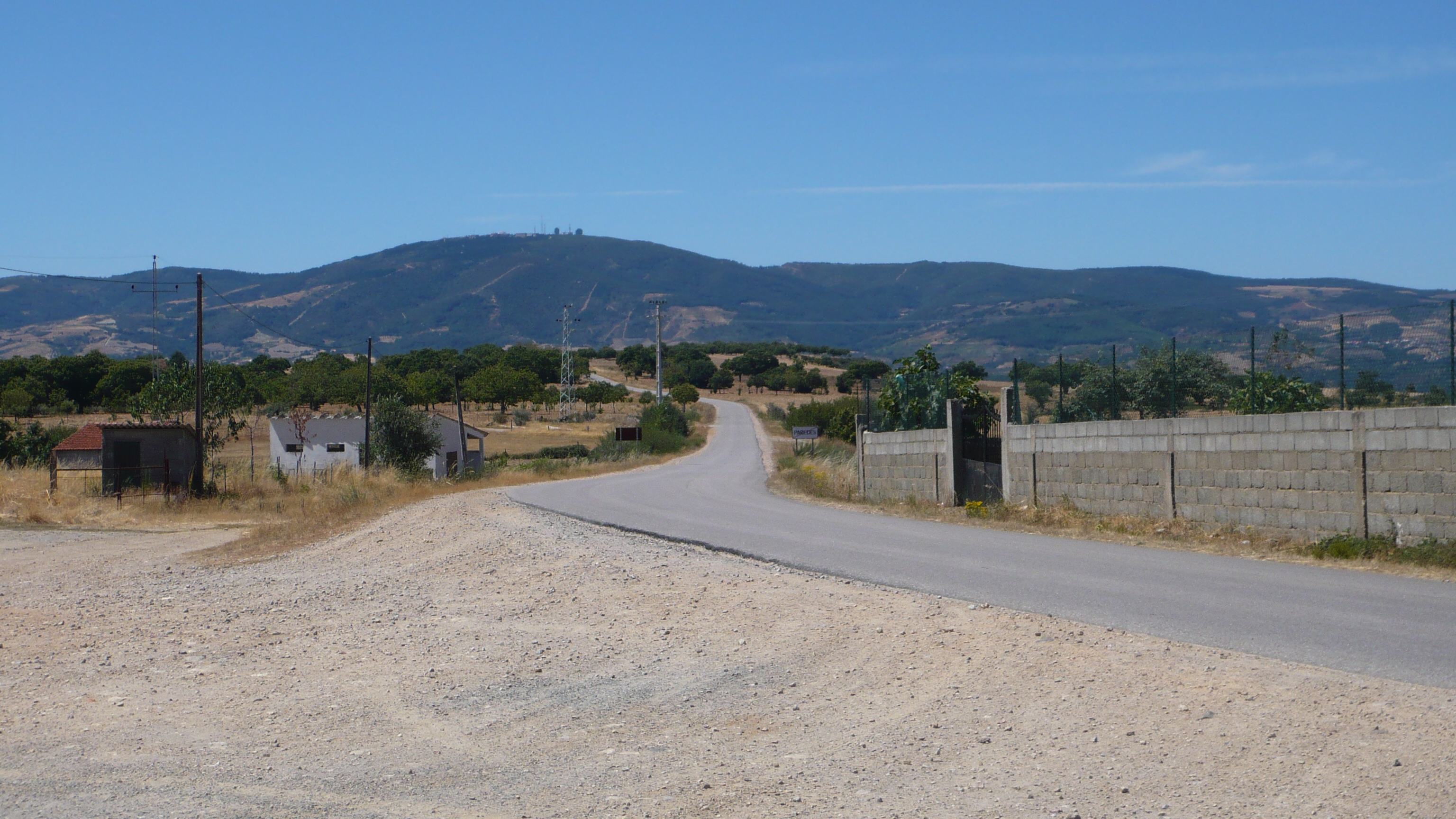
Saída de Paredes em direcção a Valverde e Mós
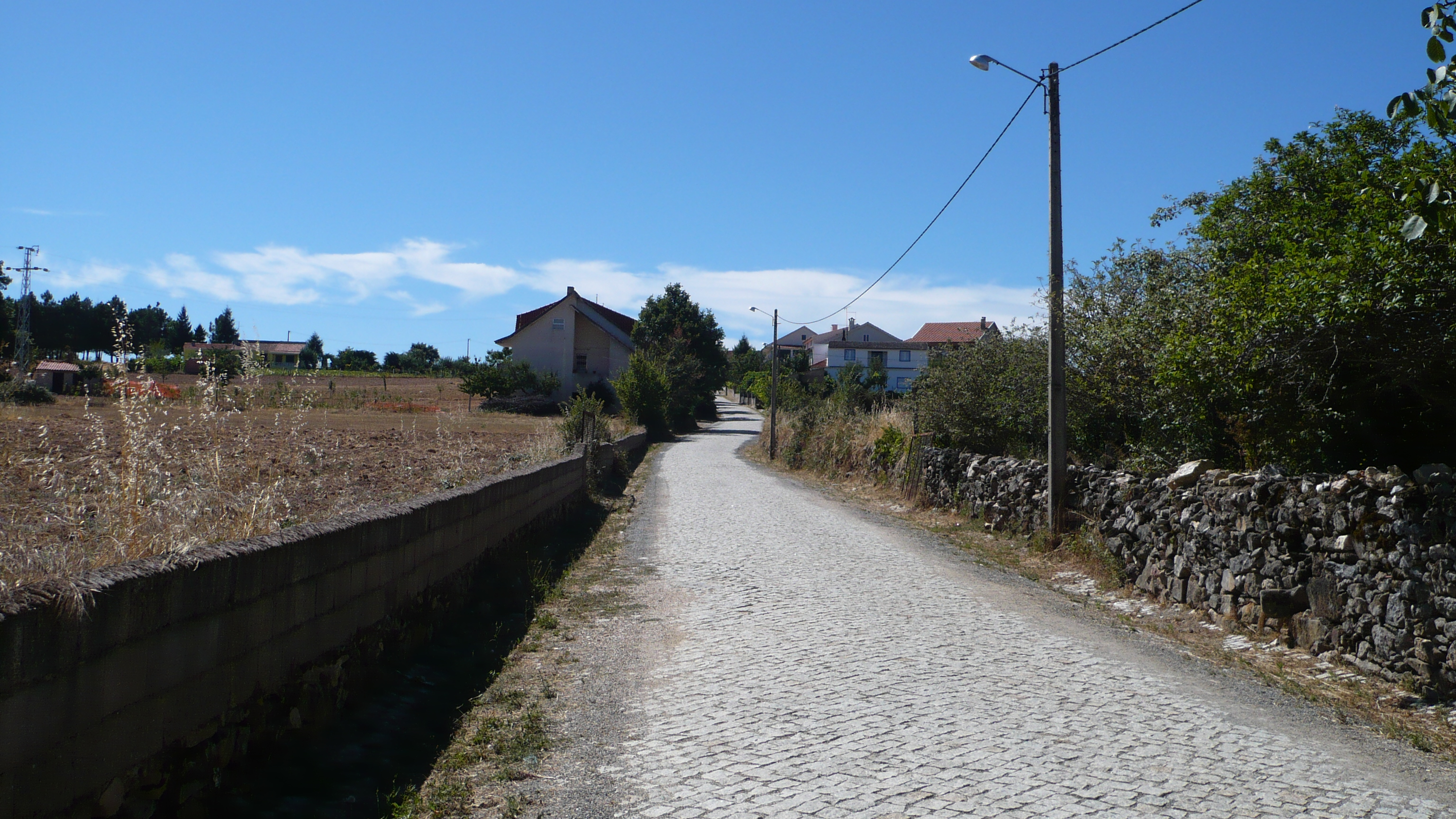
Rua da Portela em direcção ao bairro da Portela
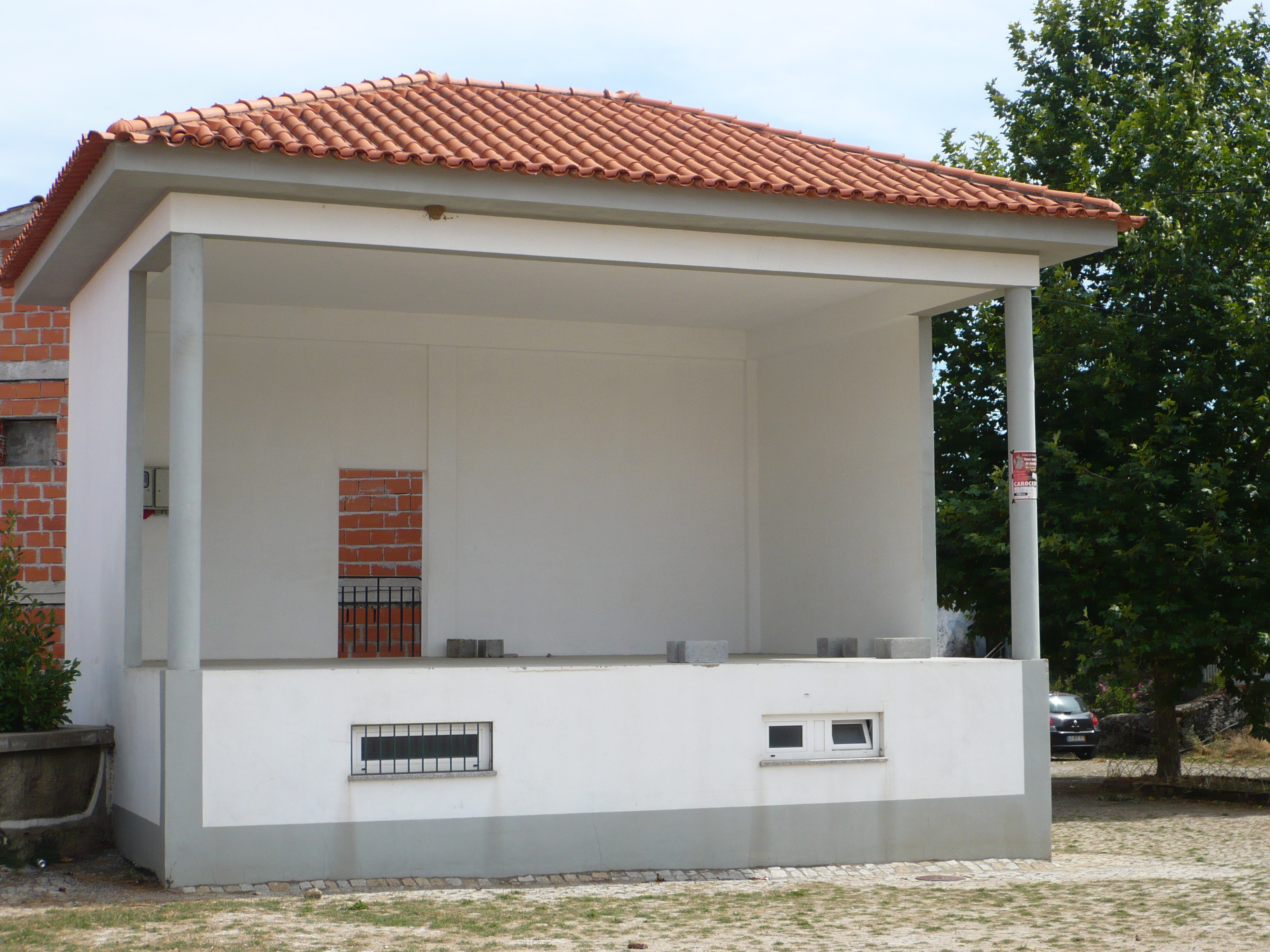
Palco no largo do Rossio
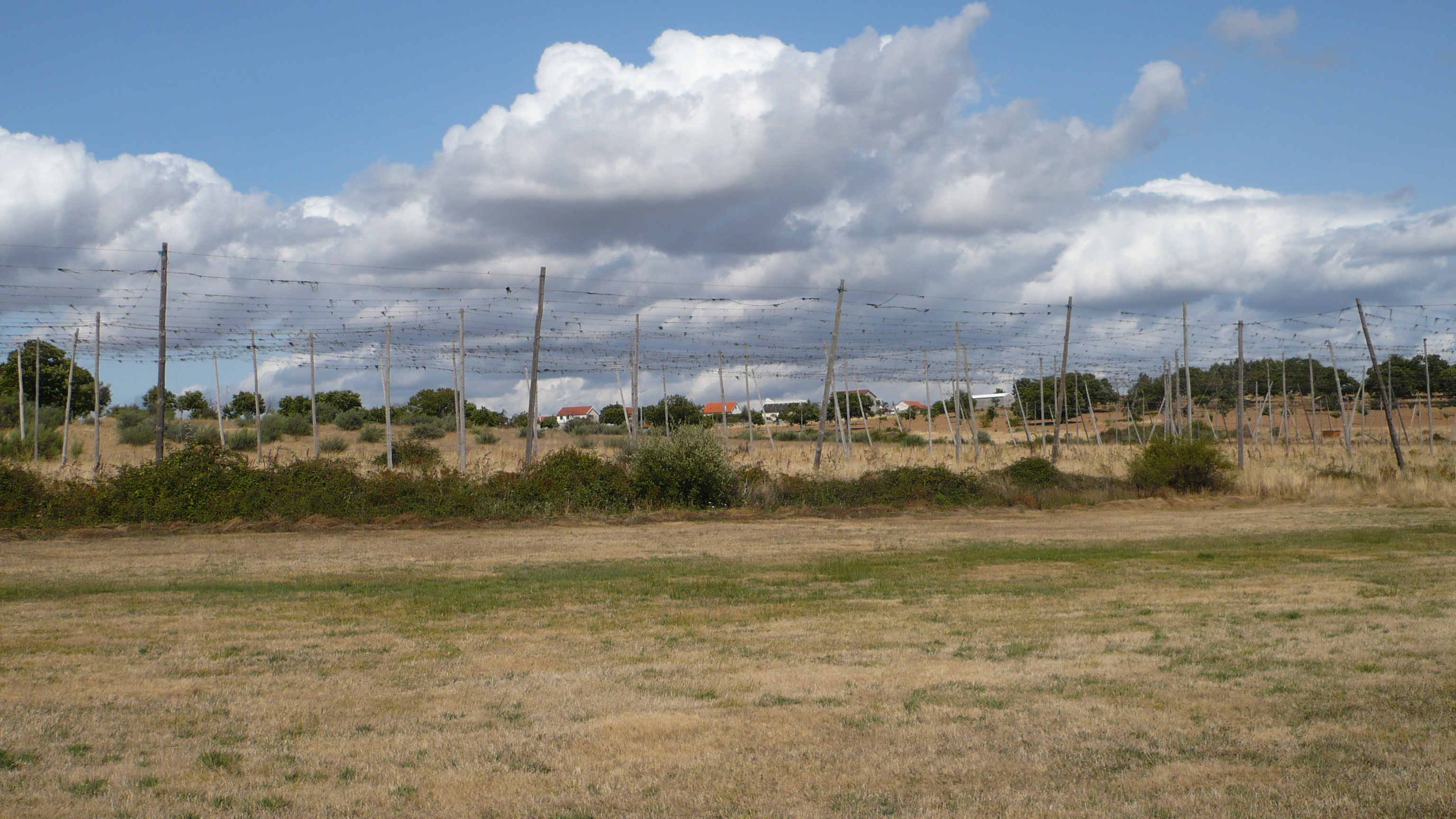
Lúpulo abandonado em Paredes
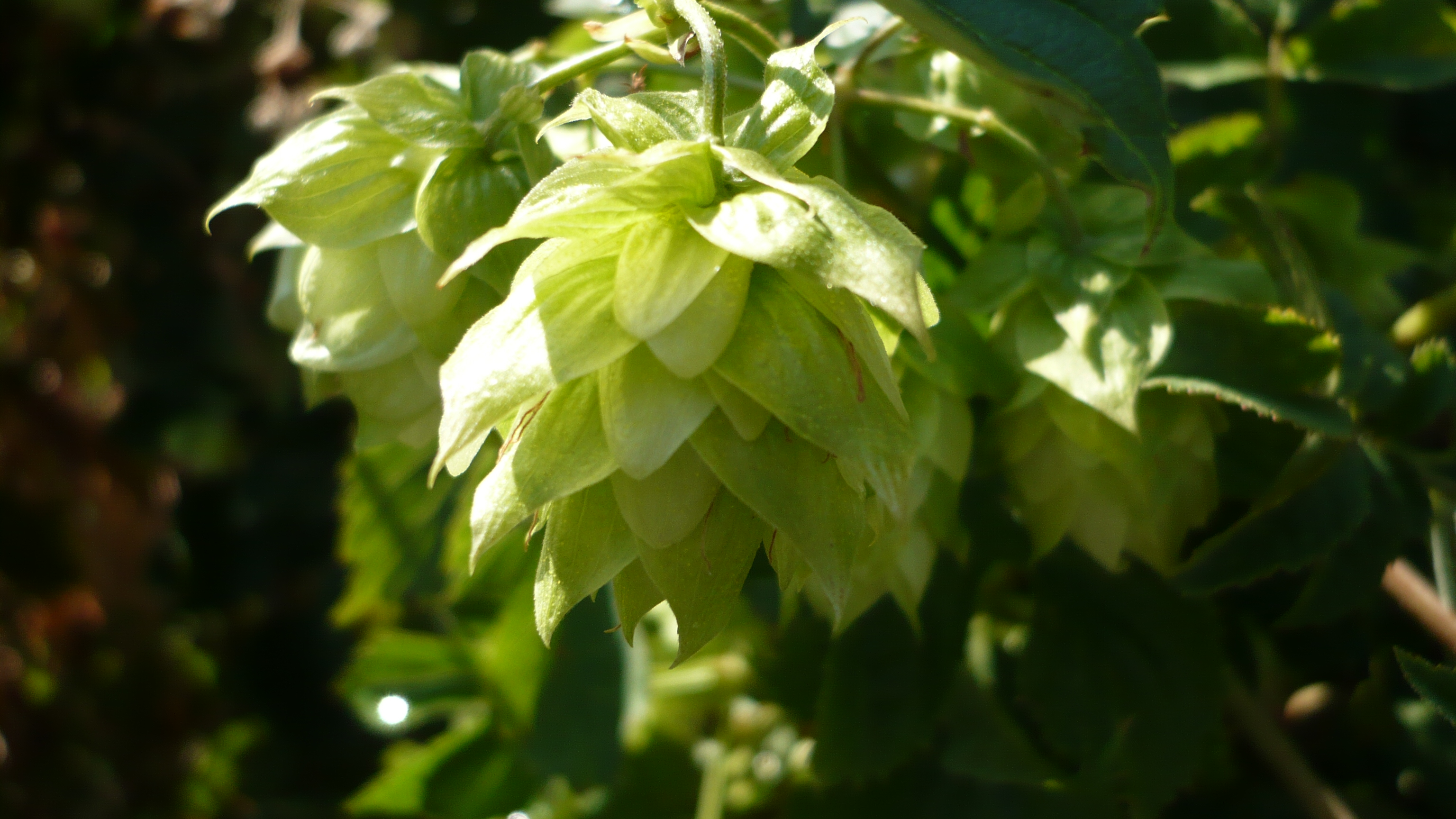
Uma das poucas flores de lúpulo que existe ainda em Paredes
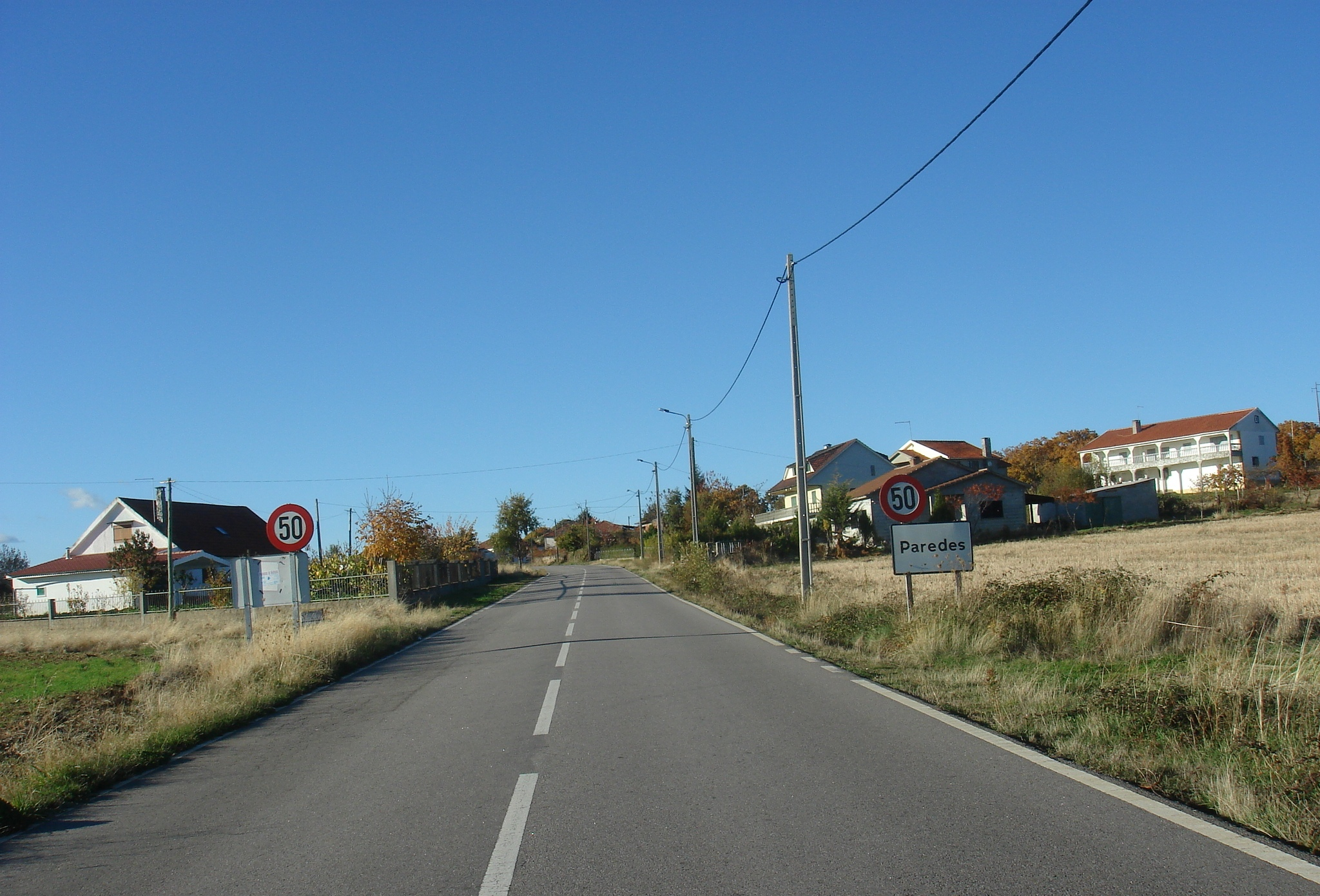
Entrada de Paredes vindo de Parada pela   N 217  (direcção sul-norte)
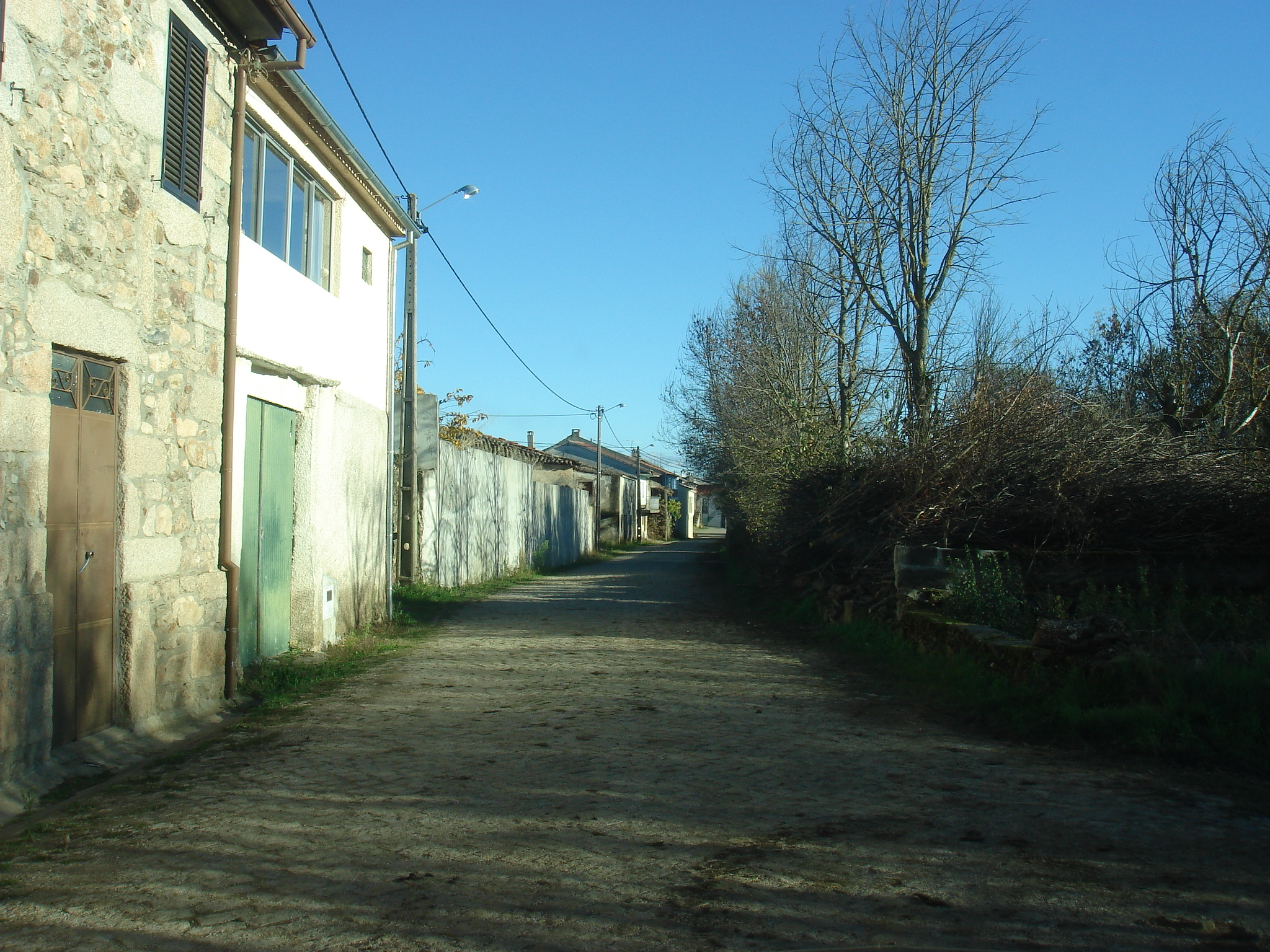
Rua Manuel de Assis Pires
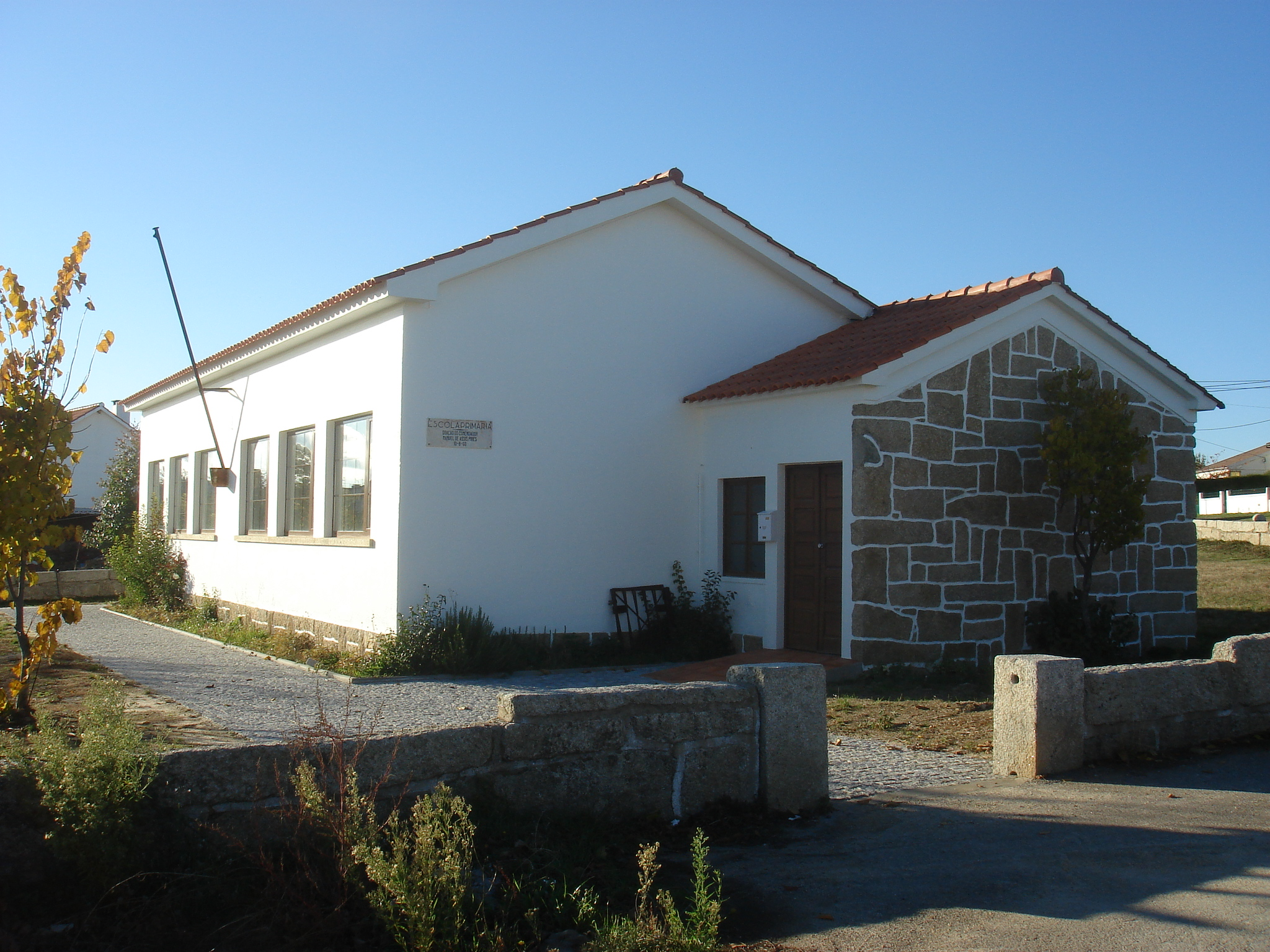
Escola primária de Paredes
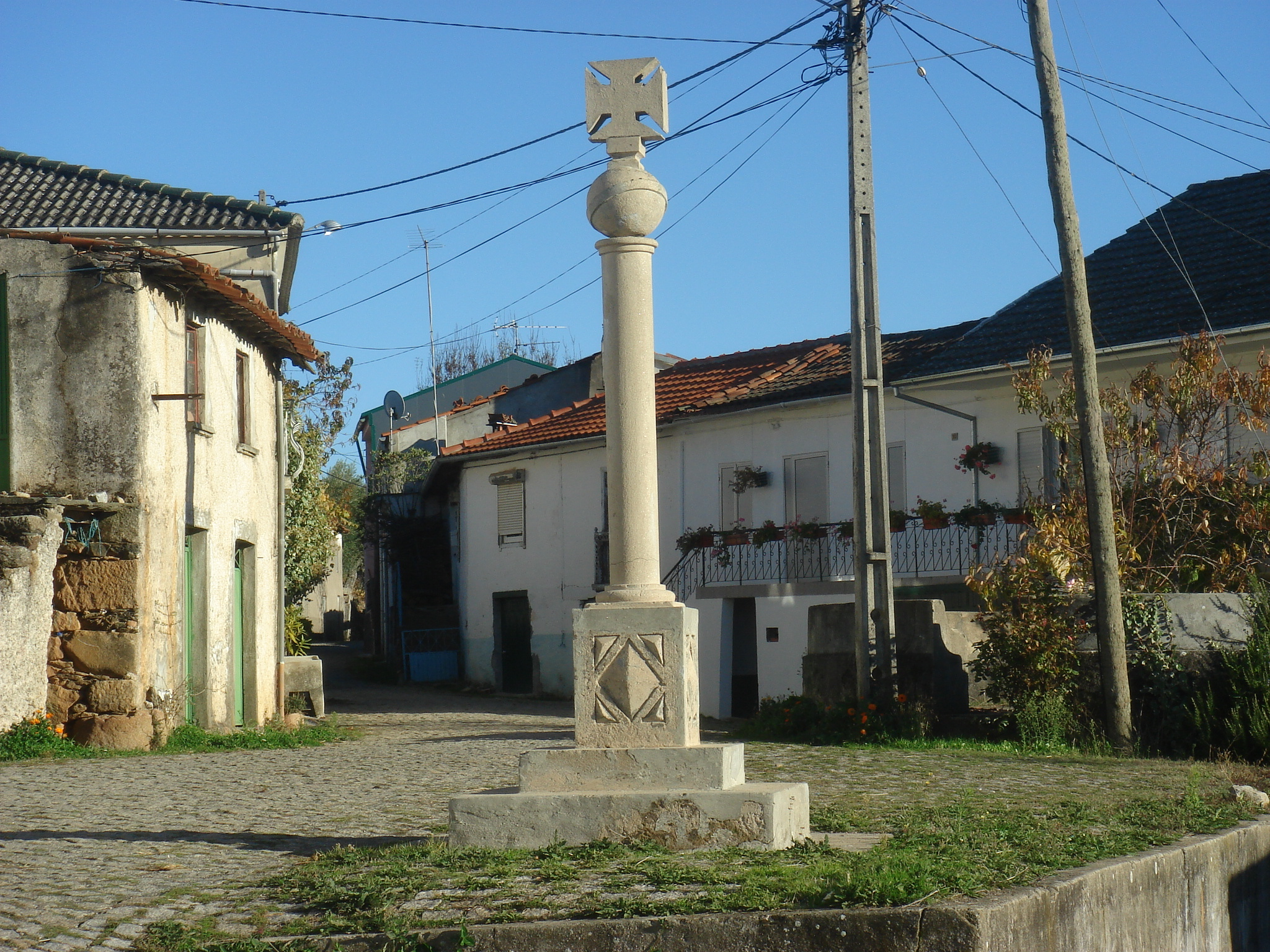
Cruzeiro de Paredes
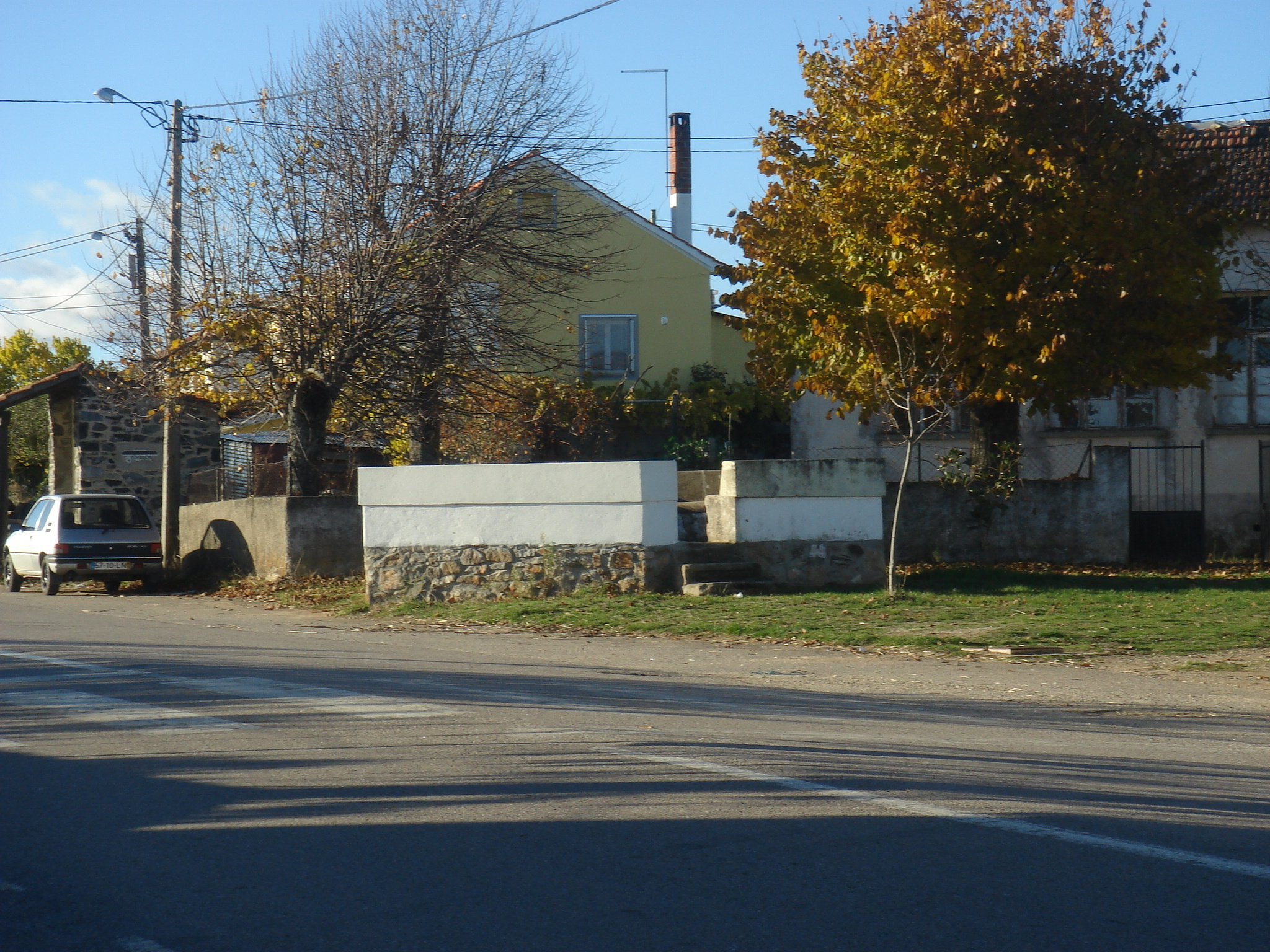
Coreto junto a capela e situado a beira da   N 217
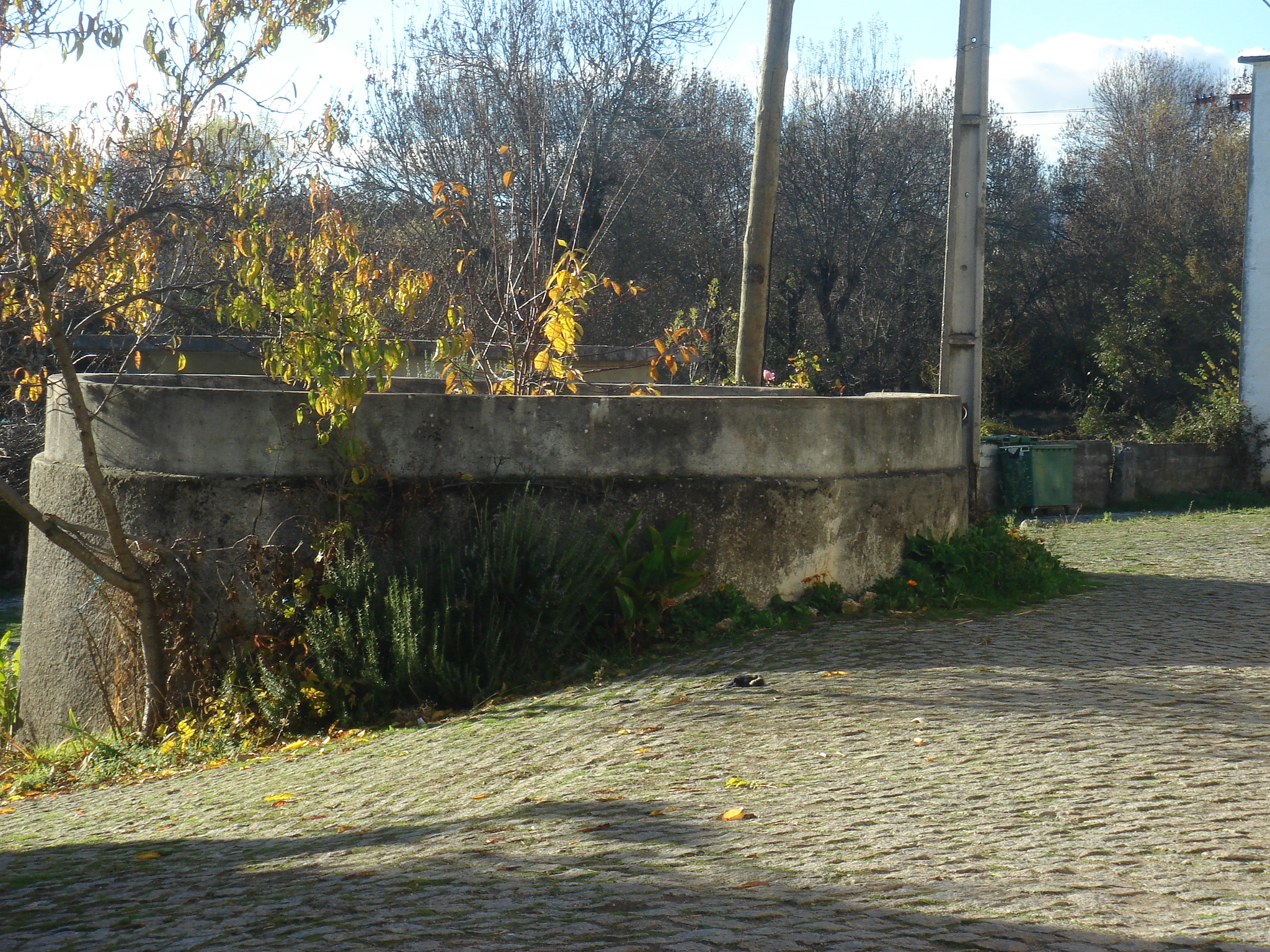
Coreto junto ao campo de futebol de baixo
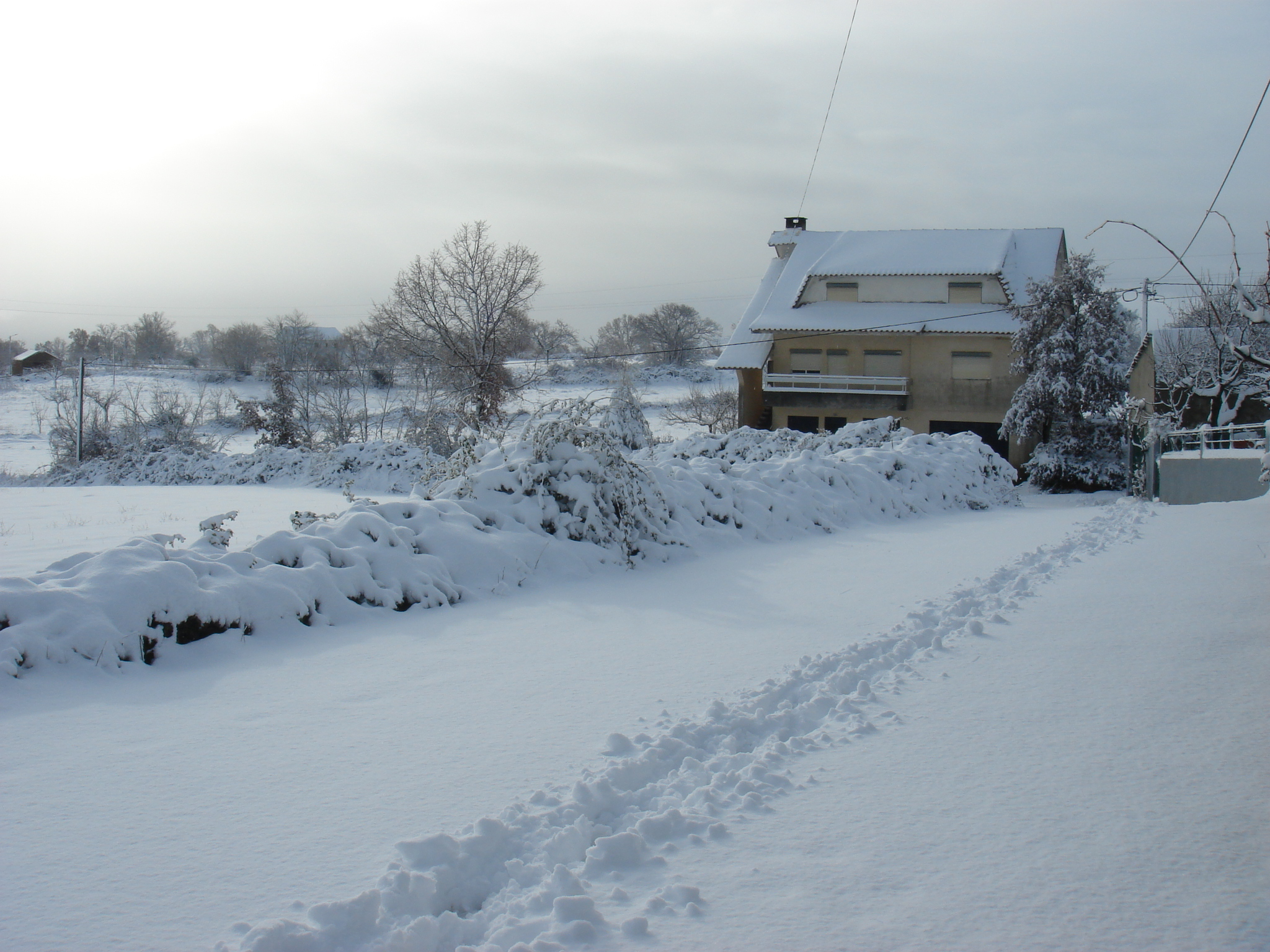
Vista da Travessa da Portela depois do nevão da noite de 22 para 23 de Dezembro de 2009
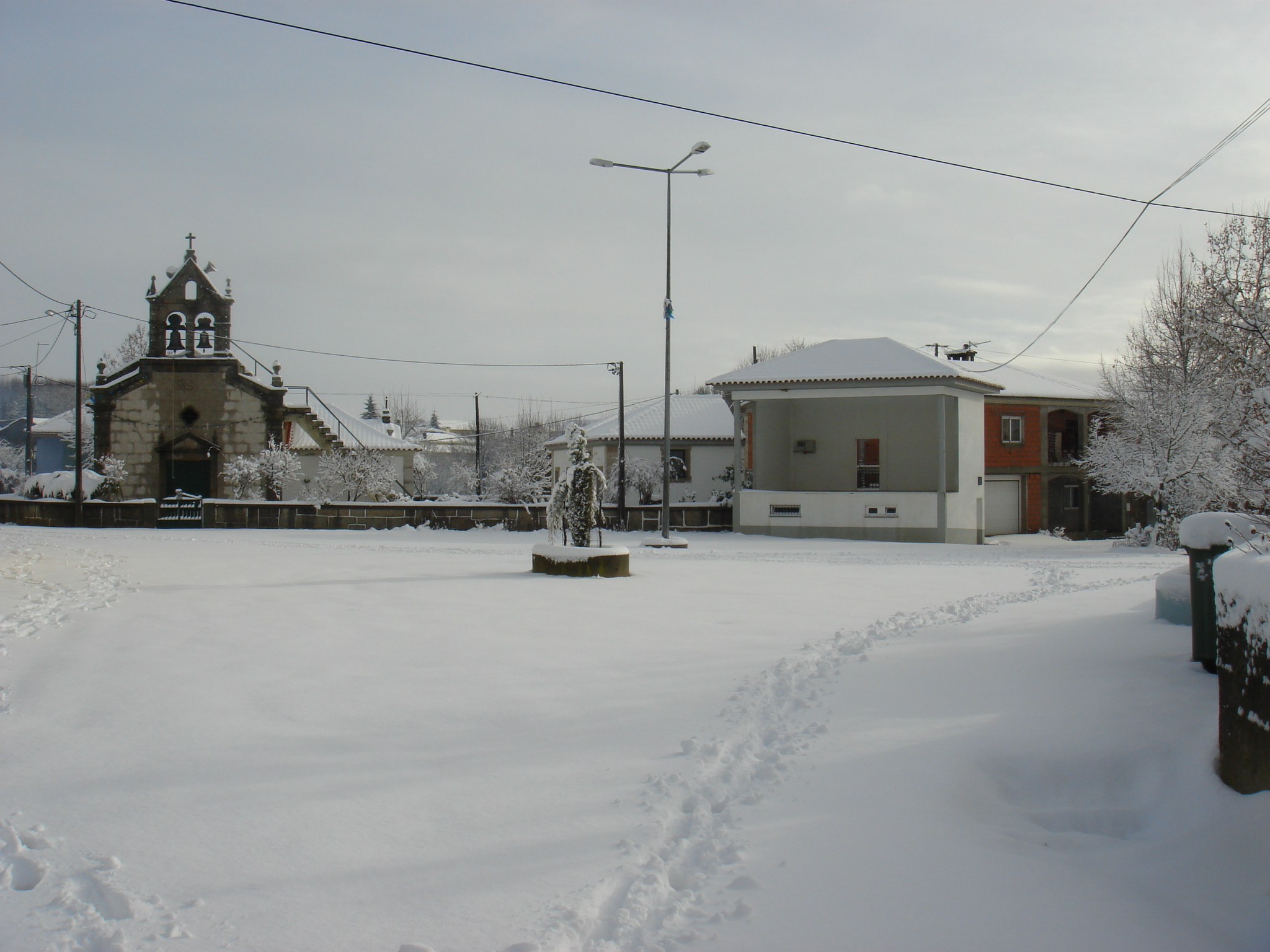
Largo do Rossio depois do forte nevão de dia 22 para 23 de Dezembro de 2009
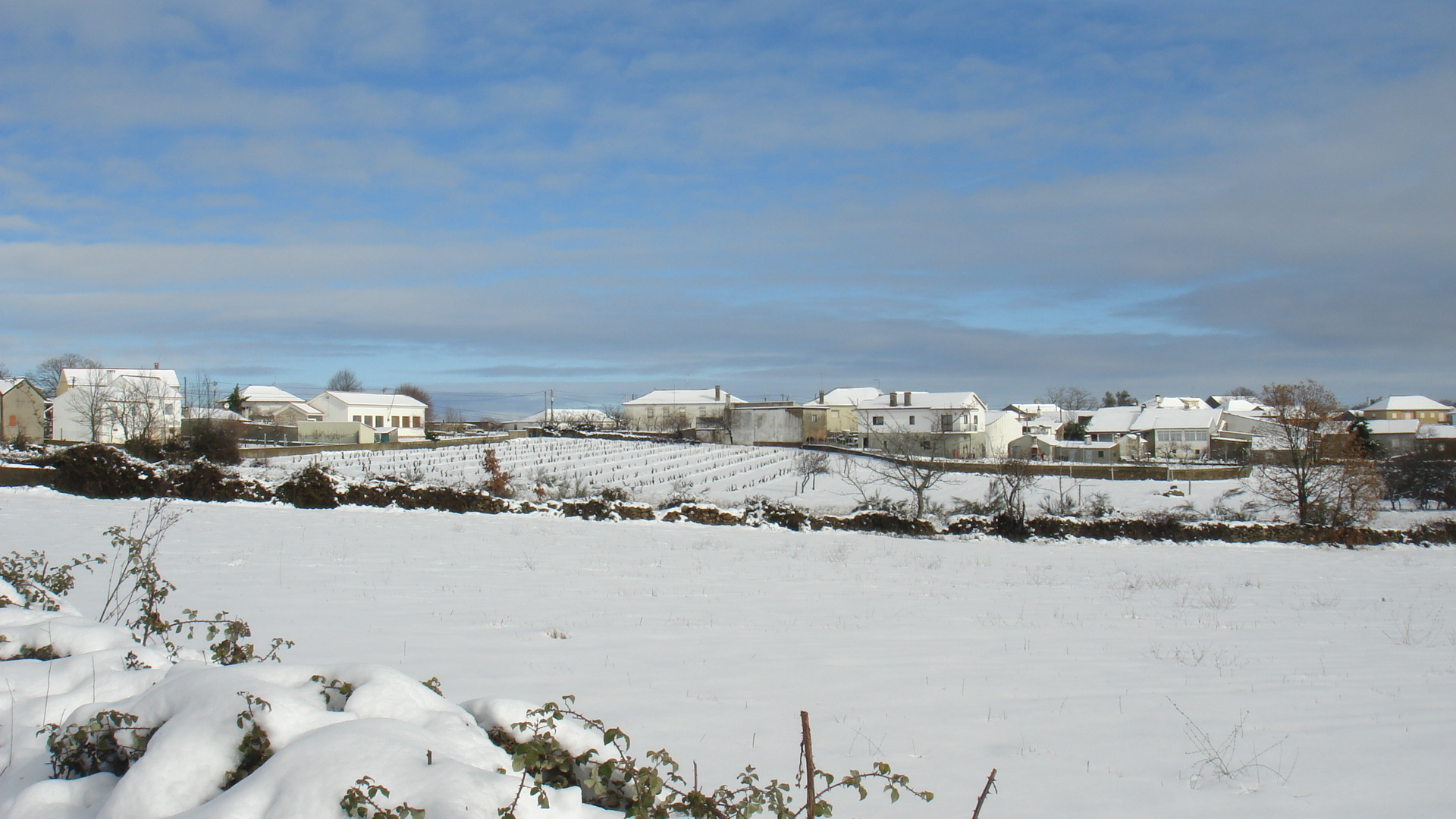
Vista parcial da aldeia depois do nevão de dia 22 para 23 de Dezembro de 2009

## Páginas na Internet
- Página pessoal São Lourenço - Paredes
- Paredes no Facebook